# قائمة الزلازل في سنة 2006
هذه قائمة بالزلازل التي حدثت سنة 2006، مع البيانات المرفقة:

## زلزال ألاسكا 7 يناير 2006

موقع الهزة الأرضية

يوم السبت 7 يناير 2006 ضرب زلزال معتدل شبه جزيرة ألاسكا، وذلك بتوقيت 18:55:39 (UTC)، بقوة مقدارها 5.1 على مقياس ريختر. تم تقدير العمق بما يقارب 28 كيلومتر.
- مقدار: 5.1
- موقع: 56.113°شمال، 157.088°غرب
- عمق: 28.3 كيلومتر (17.6 ميل)
- منطقة: شبه جزيرة ألاسكا
- المسافات
- 84 كيلومتر (52 ميل) شرق جنوب شرق (104 °)ْ تشيجنيك، ألاسكا
- 92 كيلومتر (57 ميل) شرق جنوب شرق (103 °) بحيرة تشيجنيك، ألاسكا
- 106 كيلومتر (66 ميل) شرق (99 °) بحيرة تشيجنيك، ألاسكا
- 705 كيلومتر (438 ميل) جنوب غرب (220 °) المرسى، ألاسكا
- نسبة الخطأ
- الأفقي +/- 5.5 كيلومتر (3.4 ميل)
- عمق +/- 7 كيلومتر (4.3 ميل)
- معاملات القياس:
- Nst=104
- Nph=109
- Dmin=99.2 km
- Rmss=0.95 sec
- Gp= 184°
- M-type=local magnitude (ML)
- Version=6

## زلزال تايوان 8 يناير 2006

موقع الهزة الأرضية

يوم الأحد 8 يناير 2006 ضرب زلزال معتدل شمال شرقي تايوان، وذلك بتوقيت 16:34:28 (UTC)، بقوة مقدارها 5.0 على مقياس ريختر. تم تقدير العمق بما يقارب 218.7 كيلومتر.
- مقدار: 5.0
- موقع: 26.737°شمال، 125.082°شرق
- عمق: 218.7 كيلومتر (135.9 ميل)
- منطقة: شمال شرق تايوان
- المسافات
- 265 كيلومتر (165 ميل) غرب شمال غربي من Naha، Okinawa، اليابان
- 275 كيلومتر (170 ميل) شمال شمال شرقي من Ishigaki jima، جزر Ryukyu، اليابان
- 400 كيلومتر (250 ميل) شرق شمال شرقي من تابي، تايوان.
- 1710 كيلومتر (1060 ميل) غرب جنوب غربي جنوب طوكيو، اليابان
- نسبة الخطأ
- الأفقي +/- 10.9 كيلومتر (6.8 ميل)
- عمق +/- 10.5 كيلومتر (6.5 ميل)
- معاملات القياس:
- Nst=49
- Nph=49
- Dmin=409.5 km
- Rmss=1.04 sec
- Gp= 94°
- M-type=body magnitude (Mb)
- Version=6

## زلزال إندونيسيا 20 يناير 2006

### الهزة الأولى

موقع الهزة الأرضية

يوم الجمعة، 20 يناير 2006 ضرب زلزال معتدل منطقة ميناهاسا، سولاويسي في أندونيسيا، وذلك بتوقيت 07:01:02 (UTC). بقوة مقدارها 5.1 على مقياس ريختر.

#### معطيات
- مقدار: 5.1
- موقع: 0.087°شمال، 124.240°شرق
- عمق: 146.1 كيلومتر (90.8 ميل)
- منطقة: ميناهاسا، سولاويسي في أندونيسيا
- المسافات
- 140 كيلومتر (85 ميل) شرق جنب شرقي جرونتالو، سولاويسي، أندونيسيا.
- 170 كيلومتر (105 ميل) جنوب جنوب غربي منادو، سولاويسي، أندونيسيا.
- 1650 كيلومتر (1020 ميل) جنوب جنوب شرقي مانيلا، الفلبين.
- 2055 كيلومتر (1280 ميل) شرق شمال شرقي جاكارتا، جاوة، أندونيسيا.
- نسبة الخطأ
- الأفقي +/- 9.1 كيلومتر (5.7 ميل)
- عمق --

#### معاملات القياس
- Nst=99
- Nph=99
- Dmin=785 km
- Rmss=0.74 sec
- Gp= 83°

M-type=body magnitude (Mb)
- Version=6

### الهزة الثانية

موقع الهزة الأرضية

يوم الجمعة، 20 يناير 2006 ضرب زلزال معتدل منطقة جاوة، أندونيسيا، وذلك بتوقيت 20:26:51 (UTC). بقوة مقدارها 5.0 على مقياس ريختر، وبعمق قدر بحوالي 575 كيلومترَ (357 ميل).

#### معطيات
- مقدار: 5.0
- موقع: 6.122°جنوب، 113.088°شرق
- عمق: 575.2 كيلومتر (357.4 ميل)
- منطقة: جاوة، أندونيسيا
- المسافات
- 130 كيلومتر (80 ميل) شمال شمال شرقي سوربايا، جاوة، أندونيسيا.
- 210 كيلومتر (130 ميل) شمال مالينغ، جاوة، أندونيسيا.
- 230 كيلومتر (145 ميل) شمال شمال غربي جمبر، جاوة، أندونيسيا.
- 700 كيلومتر (435 ميل) شرق جاكارتا، جاوة، أندونيسيا.
- نسبة الخطأ
- الأفقي +/- 8.8 كيلومتر (5.5 ميل)
- عمق +/- 10.1 كيلومتر (6.3 ميل)

#### معاملات القياس
- Nst=50
- Nph=50
- Dmin=893.8 km
- Rmss=0.73 sec
- Gp= 61°

M-type=body magnitude (Mb)
- Version=6

## زلزال بحر باندا 27 يناير 2006

موقع الهزة الأرضية

يوم الجمعة، 27 يناير 2006 ضرب زلزال رئيسي منطقة بحر الباندا، وذلك بتوقيت 16:58:48 (UTC). بقوة مقدارها 7.7 على مقياس ريختر، وبعمق قدر بحوالي 342 كيلومترَ (212 ميل).

### معطيات
- توقيت محلي: السبت، 28 يناير 2006 1:58:48 صباحا
- مقدار: 7.7
- موقع: 5.448°جنوب، 128.099°شرق
- عمق: 341.5 كيلومتر (212.2 ميل)
- منطقة: بحر الباندا
- المسافات
- 195 كيلومتر (120 ميل) جنوب أمبون Ambon، كولوكاس Moluccas، أندونيسيا
- 440 كيلومتر (275 ميل) شمال شرقي ديلي، تيمور الشرقية
- 825 كيلومتر (520 ميل) شمال شمال غربي داروين، المناطق الشمالية، أستراليا
- 2370 كيلومتر (1470 ميل) شرق جاكارتا، جاوة، أندونيسيا
- نسبة الخطأ
- الأفقي +/- 8.8 كيلومتر (5.5 ميل)
- عمق +/- 22.4 كيلومتر (13.9 ميل)

### معاملات القياس
- Nst=143
- Nph=143
- Dmin=>999 km
- Rmss=1.25 sec
- Gp= 25°
- M-type=moment magnitude (Mw)
- Version=8

## زلزال إندونيسيا 28 يناير 2006

موقع الهزة الأرضية

يوم السبت، 28 يناير 2006 ضرب زلزال معتدل منطقة جنوب سومطرة، أندونيسيا، وذلك بتوقيت 01:53:05 (UTC). بقوة مقدارها 5.0 على مقياس ريختر، وبعمق قدر بحوالي 575 كيلومترَ (357 ميل).

### معطيات
- مقدار: 5.0
- موقع: 5.206°جنوب، 104.011°شرق
- عمق: 24.5 كيلومتر (15.2 ميل)
- منطقة: جنوب سومطرة، أندونيسيا
- المسافات
- 140 كيلومتر (90 ميل) غرب شمال غربي تيلكبتونغ Telukbetung، سومطرة، أندونيسيا
- 250 كيلومتر (155 ميل) جنوب شرقي بينغكولو Bengkulu، سومطرة، أندونيسيا
- 260 كيلومتر (160 ميل) جنوب جنوب شرقي باليمبانغ Palembang، سومطرة، أندونيسيا
- 320 كيلومتر (200 ميل) غرب سمال غربي جاكارتا، جاوة، أندونيسيا
- نسبة الخطأ
- الأفقي +/- 14.9 كيلومتر (9.3 ميل)
- عمق --

### معاملات القياس
- Nst=31
- Nph=31
- Dmin=>999 km
- Rmss=1.62 sec
- Gp= 65°
- M-type=body magnitude (Mb)
- Version=6